# Don Ball
Donald Ball (sinh ngày 14 tháng 6 năm 1962) là một cựu cầu thủ bóng đá người Anh có 60 lần ra sân ở Football League thi đấu ở vị trí trung vệ cho Darlington từ 1979 đến 1982. Ông cũng thi đấu bóng đá non-league cho các câu lạc bộ gồm Bishop Auckland.